# Chisu
Chisu, pseudonimo di Christel Martina Roosberg, nata Sundberg (Helsinki, 3 gennaio 1982), è una cantante finlandese.

## Carriera
Scrisse il suo primo singolo, Mun koti ei oo täällä, per la colonna sonora del film Sooloilua. La canzone raggiunse nella primavera del 2008 la prima posizione dei singoli più venduti in Finlandia, comprati o scaricati, standoci rispettivamente per sette e nove settimane. Pubblicò poi il suo secondo album Vapaa ja yksin il 23 settembre 2009 attraverso la sezione finlandese della Warner Music.
Chisu scrisse canzoni anche per Antti Tuisku, Tarja Turunen, Jippu, Kristiina Brask e Kristiina Wheeler.

## Vita privata
Chisu è stata sposata con lo sceneggiatore Mikki Kunttu, dal quale ha avuto un figlio nell'ottobre del 2014. Dopo il loro divorzio, finalizzato nel 2018, si è unita in matrimonio con il produttore Jori Sjöroos nel settembre del 2019.

## Premi
Il 20 gennaio 2012 Chisu ha vinto nelle categorie Cantante femminile dell'anno e Produttore dell'anno e come Album dell'anno e Album pop dell'anno con Kun valaistun durante gli Emma gaala tenutisi alla Barona Areena di Espoo.

## Discografia
- 2008 – Alkovi
- 2009 – Vapaa ja yksin
- 2011 – Kun valaistun
- 2012 – Kun valaistun 2.0
- 2015 – Polaris